# Urraca de Navarre (morte en 1041)
Pour les articles homonymes, voir Urraca.
Urraca de Navarre, morte en 1041. Elle devint comtesse de Castille par mariage.
Fille de García II de Navarre et de Thérèse de Leon (†972).
Urraca de Navarre épousa en 960 le comte Ferdinand de Castille. De cette union naîtront :
- Toda de Castille ;
- Pierre de Castille.

Veuve, Urraca de Navarre épousa en 972 Guillaume Sanche de Gascogne.
De cette union naîtront quatre enfants :
- Gersende de Gascogne, en 992 elle épousa le duc Henri Ier de Bourgogne (948-1002) dont elle divorça en 996 ;
- Bernard Guillaume de Gascogne ;
- Sanche Guillaume de Gascogne (postérité) ;
- Brisque de Gascogne, en 1011 elle épousa Guillaume V d'Aquitaine ;
- Adélaïs de Gascogne, mariée en secondes noces avec Arnaud II de Lomagne, premier baron de Galard.